# Atletismo nos Jogos Pan-Americanos de 1971 - Salto com vara masculino
A prova do salto com vara masculino nos Jogos Pan-Americanos de 1971 foi realizada em Cali, Colômbia.

## Medalhistas
| Ouro                           | Prata                           | Bronze                   |
| Jan Johnson USA Estados Unidos | Dave Roberts USA Estados Unidos | Bruce Simpson CAN Canadá |

## Resultados
| Posição           | Nome            | Nacionalidade      | Marca | Notas |
| ----------------- | --------------- | ------------------ | ----- | ----- |
| Medalha de ouro   | Jan Johnson     | USA Estados Unidos | 5.33  |       |
| Medalha de prata  | Dave Roberts    | USA Estados Unidos | 5.20  |       |
| Medalha de bronze | Bruce Simpson   | CAN Canadá         | 4.90  |       |
| 4                 | Arturo Esquerra | MEX México         | 4.70  |       |
| 5                 | Enrico Barney   | ARG Argentina      | 4.70  |       |
| 6                 | Alan Kane       | CAN Canadá         | 4.60  |       |
| 7                 | Juan Laza       | CUB Cuba           | 4.60  |       |
| 8                 | Roberto Moré    | CUB Cuba           | 4.60  |       |